# Mars 1922

## Événements
- 1er mars : pose de la première pierre de la mosquée de Paris.

- 15 mars : le sultan Fouad Ier se proclame roi d’Égypte et un gouvernement est formé sans la participation du Wafd. Le roi Fouad s’appui sur les modérés qui forment en 1922 le parti libéral-constitutionnel en recrutant parmi les dissidents du Wafd. Bien que favorable à un régime plus autocratique, il les laisse élaborer la Constitution.

- 16 mars : le Mahatma Gandhi est condamné à six ans de prison pour avoir appelé à la désobéissance.

- 17 mars[1] : convention de Varsovie. Entente balte entre la Pologne, l’Estonie, la Lettonie et la Finlande (dispositif défensif contre l’Union soviétique).

- 20 mars : livraison à la marine américaine de son premier porte-avions : l'USS Langley. C'est un ancien navire charbonnier rénové, le Jupiter.

- 25 mars : naissance du Parti communiste du Brésil. Les divisions entre anarchistes et communistes affaiblissent le mouvement ouvrier.

- 26 mars : premier vol du de Havilland DH.34.

- 30 mars au 16 juin : les Portugais Sacadura Cabral et Gago Coutinho entament la première traversée de l'Atlantique sud avec escales.

## Naissances
- 5 mars :
  - Claude Frikart, évêque catholique français, évêque auxiliaire émérite de Paris.
  - Pier Paolo Pasolini, écrivain, scénariste et réalisateur italien († 2 novembre 1975).
- 7 mars : Umberto Betti, cardinal italien, recteur émérite de l'Université pontificale du Latran († 1er avril 2009).
- 8 mars : Shigeru Mizuki, mangaka japonais († 30 novembre 2015).
- 12 mars : Jack Kerouac (Jean-Louis Kerouac), écrivain romancier américain († 21 octobre 1969).
- 19 mars : Paul Sérant, journaliste, essayiste et romancier français († 2 octobre 2002).
- 21 mars : 
  - Léon Hannotte, homme politique belge († 21 février 1978).
  - Franz Wunsch, garde SS au camp de concentration d’Auschwitz († 23 février 2009).
- 23 mars : 
  - Louis Kuehn, évêque catholique français, évêque émérite de Meaux († 25 juin 2008).
  - Ugo Tognazzi, acteur de cinéma et réalisateur italien († 27 octobre 1990).
- 24 mars : Joseph Milik, prêtre polonais († 6 janvier 2006).
- 27 mars : Marcel Conche, philosophe français († 27 février 2022).
- 30 mars : Virgilio Noe, cardinal italien, archiprêtre émérite de la basilique vaticane († 24 juillet 2011).

## Décès
- 6 mars : Hermann Mandl, cavalier autrichien de saut d'obstacles (° 1856).